# Citroën C3 Pluriel
Citroën C3 Pluriel er en mellemting mellem en konventionel mindre bil og en cabriolet. Den har en termokaleche, som elektrisk kan rulles helt ned, så man får fornemmelsen af at køre i cabriolet. Kalechen er monteret i to langsgående bøjler, som helt kan afmonteres, så bilen bliver en ægte cabriolet. Ved lanceringen blev bilen kritiseret for at have dårlige køreegenskaber, når man kørte med afmonterede bøjler. Måske også derfor blev bilen kun produceret 1 enkelt år, fra 2003 til 2010. Pluriel blev leveret med en 1,4 og en 1,6l motor. Den største motorvariant havde som standard en slags automatgear, kaldet sensodrive. Trods dette var 1,6 l motoren den mest økonomiske, med et normforbrug på 15,4 km/l mod den mindre motors 14,7.
- Wikimedia Commons har flere filer relateret til Citroën C3 Pluriel